# Idée d'une île
Pour plus de détails, voir Fiche technique et Distribution.
Idée d'une île (Idea di un'isola) est un téléfilm documentaire italien d'une heure réalisé par Roberto Rossellini et diffusé en 1967 sur Rai 1.

## Synopsis
Le documentaire présente des aspects actuels, culturels et historiques de la Sicile. La présentation est assurée par Roberto Rossellini, la voix du narrateur par Corrado Gaipa.

## Fiche technique
- Titre français : Idée d'une île[1]
- Titre original italien : Idea di un'isola[2],[3]
- Réalisateur : Roberto Rossellini
- Scénario : Roberto Rossellini, Renzo Rossellini
- Photographie : Mario Fioretti (it)
- Montage : Maria Rosada (it)
- Musique : Mario Nascimbene
- Production : Roberto Rossellini, Renzo Rossellini
- Sociétés de production : RAI Radiotelevisione Italiana
- Pays de production :  Italie
- Langue originale : italien
- Format : couleurs - 4:3 - Son mono
- Durée : 60 minutes
- Genre : Documentaire
- Date de sortie :
  - Italie : 1967
  - France : 26 février 2006[1]